# Borki-Paduchy
Borki-Paduchy is een plaats in het Poolse district  Siedlecki, woiwodschap Mazovië. De plaats maakt deel uit van de gemeente Wiśniew en telt 475 inwoners.